# Il mio adversario in cui veder solete
Il mio adversario in cui veder solete è la quarantacinquesima lirica (RVF 45), nonché il sonetto XXXVII (37), del Canzoniere di Francesco Petrarca, nel quale l'autore identifica il suo nemico nello specchio di Laura, il quale ha allontanato lei dal poeta, facendola diventare narcisista.

## Testo
| Testo | Parafrasi |
| --- | --- |
| Il mio adversario in cui veder solete gli occhi vostri ch’Amore e ’l ciel honora, colle non sue bellezze v’innamora più che ’n guisa mortal soavi et liete. Per consiglio di lui, donna, m’avete scacciato del mio dolce albergo fora: misero exilio, avegna ch’i’ non fôra d’abitar degno ove voi sola siete. Ma s’io v’era con saldi chiovi fisso, non devea specchio farvi per mio danno, a voi stessa piacendo, aspra et superba. Certo, se vi rimembra di Narcisso, questo et quel corso ad un termino vanno, benché di sì bel fior sia indegna l’erba. | Il mio avversario (lo specchio) in cui siete solita guardare i Vostri occhi che Amore e il cielo onorano, vi fa innamorare non tramite le sue bellezze (ma con le Vostre), dolci e gioiose oltre ogni cosa mortale. Ascoltando i suoi consigli, mia signora, mi avete allontanato dalla mia dolce dimora (dal Vostro cuore): quanto è triste il mio esilio, sebbene io non sia degno d'abitare laddove Voi sola lo siete. Ma visto che io ero inchiodato saldamente nel vostro cuore, lo specchio non doveva farvi contro di me dura e superba, tramite l'auto-innamoramento. Sicuramente, se Vi ricordate di Narciso, (saprete che) il comportamento suo e il Vostro conducono entrambi alla morte, benché l'erba non sia degna di un fiore così bello (come Voi). |

## Analisi strutturale
Il sonetto è costituito da 14 versi, tutti in endecasillabi, divisi in quattro strofe: 2 quartine e 2 terzine. Le rime sono costruite secondo lo schema metrico ABBA, ABBA; CDE, CDE.